# Nasze dni
Nasze dni – drugi album zespołu Płomień 81. Został wydany w 2000 roku przez wytwórnię R.R.X.
Beaty na album robili Deus, Majki, DJ 600V, O$ka, Ceube, Dena, Waco i Tede. Scratche: DJ Romek i O$ka.

## Lista utworów
| Nr | Tytuł                   | Czas | Producent                      | Gościnnie     |
| -- | ----------------------- | ---- | ------------------------------ | ------------- |
| 1  | „Intro”                 | 1:14 | DJ Romek                       |               |
| 2  | „Ucz się na błędach”    | 3:17 | Deus, Majki, skrecze: DJ Romek |               |
| 3  | „Historie z sąsiedztwa” | 3:55 | DJ 600V                        | Waco, Małolat |
| 4  | „Skit1”                 | 0:42 | O$ka, Deus                     |               |
| 5  | „5 minut”               | 1:53 | Ceube                          |               |
| 6  | „Tysiące wspomnień”     | 5:19 | DJ 600V                        |               |
| 7  | „Skit2”                 | 0:42 | O$ka                           |               |
| 8  | „Optymista pesymista”   | 3:46 | O$ka, skrecze: O$ka            |               |
| 9  | „Kontrast”              | 4:44 | Deus, Majki                    |               |
| 10 | „To są nasze dni”       | 3:05 | O$ka, skrecze: DJ Romek        | Stasiak       |
| 11 | „Skit3”                 | 0:50 | O$ka, Deus                     |               |
| 12 | „Lawstory”              | 3:26 | Dena, skrecze: DJ Romek        |               |
| 13 | „Znowu się spóźniłem”   | 3:45 | Waco                           | Waco          |
| 14 | „Dwulicowi ludzie”      | 3:50 | Tede                           | Fenomen       |
| 15 | „Skit4”                 | 0:35 | O$ka, Deus                     |               |
| 16 | „Kto przy mikrofonie?”  | 4:36 | O$ka, Deus, skrecze: DJ Romek  |               |
| 17 | „Niosę światło 2”       | 3:17 | O$ka                           |               |